# Acontius hartmanni
Espèce
Acontius hartmanni est une espèce d'araignées mygalomorphes de la famille des Cyrtaucheniidae.

## Distribution
Cette espèce est endémique d'Angola.

## Publication originale
- Karsch, 1879 : Zwei neue afrikanische Vogelspinnen. Sitzungsberichte der Gesellschaft naturforschenden Freunde zu Berlin, vol. 1879, p. 63-66 (texte intégral).